# بهشية صغيرة الثمار
البَهْشِيِّة الصغيرة الثمار (باللاتينية: Ilex parvifructa) نوع نباتي يتبع جنس البهشية من الفصيلة البهشية.
موطنها فنزويلا.